# Język malajski Sri Lanki
Język malajski Sri Lanki (Melayu bahasa, Sri Lanka pe Melayu, Melayu lub Java) – język używany przez Malajów lankijskich, wywodzący się z języka malajskiego. Według danych z 2006 roku posługuje się nim 46 tys. osób. Tradycyjnie jest uważany za język kreolski lub mieszany. 
Ludność malajska Sri Lanki (określana jako „Malajowie” lub „Jawajczycy”) przybyła z różnych wysp archipelagu indonezyjskiego (m.in. z Jawy, Sumatry, Sulawesi, północnych i centralnych Moluków oraz Małych Wysp Sundajskich), a po części również z Półwyspu Malajskiego. Pewna – bliżej nieokreślona – forma malajskiego służyła im jako lingua franca. Malajski Sri Lanki jest zróżnicowany wewnętrznie (zdołano wyróżnić pięć jego odmian), lecz wszystkie grupy tej ludności mają wspólną tożsamość etniczną.
Na poziomie składni i semantyki jest bliski językom Sri Lanki (syngaleskiemu i tamilskiemu), jego słownictwo ma natomiast pochodzenie malajskie. Wywodzi się z terenów dzisiejszej Indonezji, przypuszczalnie ze wschodniej części kraju. K.A. Adelaar (1991) i J. Prentice (1994) postulują jego pokrewieństwo z odmianami wschodnimi, zwłaszcza malajskim Moluków Północnych i zbliżonym malajskim miasta Manado . Według innej propozycji jest spokrewniony z malajskim betawi (dżakarckim). Z pewnością wykazuje wpływy leksykalne tego języka, ale nie dzieli z nim szczególnych podobieństw strukturalnych.
Nie jest wzajemnie zrozumiały z innymi wariantami języka malajskiego. Wynika to z szeregu zmian typologicznych, które nastąpiły pod wpływem języków Sri Lanki. Wskutek kontaktu z nimi wykształcił elementy morfosyntaktyki, które nie są obecne w pokrewnych językach malajskich . Szyk wyrazów to SOV (podmiot dopełnienie orzeczenie), występują poimki, a przymiotniki i określniki dzierżawcze zajmują miejsce przed rzeczownikiem. Cechy te odróżniają go od prawie wszystkich odmian malajskiego (choć na poziomie leksykalnym jest dość konserwatywny). V. Velupillai (2015) klasyfikuje go jako język mieszany typu converted language (inaczej form-structure mixed language), zachowujący słownictwo malajskie, ale wykorzystujący strukturę tamilsko-syngaleską.
Nie jest znany wszystkim członkom społeczności. Ze względu na wieloetniczny charakter Sri Lanki w użyciu są także inne języki, takie jak tamilski, syngaleski czy angielski. Z przyczyn ekonomicznych część osób przechodzi na standardowy malajski, zachowując jednocześnie poczucie odrębności etnicznej. Na obszarach miejskich język jest wypierany przez syngaleski. Jako żywy środek komunikacji zachował się w rejonie miejscowości Kirinda na południowo-wschodnim skraju wyspy. W odmianie z Kirinda zaobserwowano nasilone wpływy leksyki tamilskiej.
Jest używany w środowisku domowym. Wykształcił piśmiennictwo (gazety i poezja w okresie od XIX do pocz. XX w.); pojawia się w audycjach radiowych. Dawniej był zapisywany alfabetem arabskim (wariant jawi), później upowszechnił się alfabet łaciński. Brak ogólnie przyjętej wersji ortografii łacińskiej. Bywa też zapisywany przy użyciu lokalnych systemów pisma (syngaleskiego i tamilskiego).